# Svartabborrtjärnen (Jörns socken, Västerbotten, 724521-170548)
Svartabborrtjärnen är en sjö i Skellefteå kommun i Västerbotten och ingår i Byskeälvens huvudavrinningsområde. Svartabborrtjärnen ligger i Byskeälven Natura 2000-område.